# Zatavua isalo
Zatavua isalo là một loài nhện trong họ Pholcidae. Loài này được phát hiện ở Madagascar.